# Миногарова, Мария Альбертовна
Мария Альбе́ртовна Минога́рова (род. 15 марта 1989, Краснодар, РСФСР) — российская модель, блогер и телеведущая. Победительница  реалити-шоу «Сокровища императора», на телеканале ТНТ.

## Биография
Мария родилась в городе Краснодар. Отец работает дизайнером, мама — парикмахер. С детства мечтала быть моделью.
В 17 лет Мария решает попробовать себя на телевидении. На втором курсе она устраивается корреспондентом в телекомпанию «Краснодар».
Окончила КубГУ, факультет управления и психологии.
Переехав в Москву, стажировалась на телеканалах «Ю» и «Муз ТВ».
Начала карьеру модели в 2011 году, приняв участие в реалити-шоу «Топ-модель по-русски». Вошла в пятёрку финалисток шоу.
В 2011—2013 гг. жила и работала моделью в Милане.
В ноябре 2017 года Мария становится бренд-амбассадором Недели шопинга Glamour.
В 2018 году приняла участие в одном из выпусков тревел-шоу «Орел и Решка», где вместе с Жанной Бадоевой посетила Калининград. Сезон проекта был посвящен городам России. Мария показала, как можно отдохнуть в Калининграде, имея всего 100 долларов.
Также в 2018 году стала ведущей российской версии шоу Проект Подиум, который транслируется на телеканале «Пятница!».
В апреле 2018 года Мария стала идейной вдохновительницей всех русскоговорящих девушек, чей рост составляет 180 см и выше. Крик души с хэштегом #явышеэтого превратился в настоящий марш протеста высоких девушек против дискриминации из-за роста. Теперь Маша возглавляет социальный проект «Я выше этого», за что в ноябре 2018 года получила награду «Дело года» на премии «Glamour. Женщина года».
В ноябре 2018 года Маша представляла в качестве амбассадора телеканал MTV в Бильбао на MTV Europe Music Awards.
В 2019 году Мария становится ведущей целого сезона программы «Орел и решка. Россия. 2 сезон» в паре с Марией Горбань.
Летом 2019 года вышел короткометражный фильм «Переаттестация» режиссера Анны Кузьминых. В ролях — Сергей Бурунов, Светлана Камынина, Даниил Вахрушев, Татьяна Друбич и Мария Миногарова.
В марте 2019 года Маша выпускает «Trэck» на своем YouTube-канале.
В январе 2020 года вышла комедия «Марафон желаний» с Аглаей Тарасовой, Кириллом Нагиевым и Машей Миногаровой в главных ролях. Режиссером картины выступила Даша Чаруша, написавшая сценарий совместно с Александром Гудковым.
В ноябре 2020 года вышел триллер «Бег» с участием Марии, снятый режиссёром Андреем Загидуллиным.
Instagram Марии насчитывает более 1 миллиона подписчиков.
С июля 2020 года Миногарова на своем YouTube-канале ведет авторскую новостную передачу «Позавчерашние новости» о моде. Её соведущими и гостями программы были артисты, модели, визажисты, диджеи, ведущие, блогеры, журналисты, дизайнеры и стилисты, среди них: Елена Павельева, Гоша Полянский, Варвара Шмыкова, Тим Ильясов, Алескей Жидковский, София Родина, Чума Вечеринка, Сергей Мезенцев, Александр Гудков, Александр Перепелкин, Ян Гэ, Ариан Романовский, Александр Радаев, Слава Большаков, Евгений Калинкин, Натали Ящук, Екатерина Инберг, Владислав Лисовец, Николай Овечкин, Настасья Самбурская, Яна Чурикова, Александр Рогов, Никита Моисеенко, Виктория Чураева, Руслан Усачев, Полина Nomore, Екатерина Мцитуридзе, Екатерина Варнава, Гоген Солнцев, Мария Лесова, Алена Долецкая, Гоша Карцев, Сергей Соседов, Татьяна Старикова, Парур Хачатуров, Гена Малинин, Ида Галич, Олег Горчанин, Алексей Сухарев, Ольга Карпуть, Прохор Шаляпин, Александр Горчилин.
В интервью журналу «Hello» Мария Миногарова поделилась, почему она решила сделать шоу такого формата: «Мне всегда хотелось шутить на YouTube, однако формат стендапа или заготовленных шуток мне не давался. Однажды мы с другом обсуждали кого-то из наших знакомых, читая телеграм-каналы, было весело и непринужденно, и в голове сразу пронеслась мысль — надо это срочно записать. Так и родился формат „Позавчерашних новостей“. Но вместо того, чтобы перемывать кому-то косточки, намного интереснее и приятнее рассказывать о моде, к тому же в этом вопросе я действительно разбираюсь».
В 2021 году на портале «The Blueprint» вышло интервью с моделью, где она рассказала о росте своей передачи: «Сейчас уже многие админы пишут и просят взять какую-нибудь их новость, художники предлагают свои картины для съемок, дизайнеры хотят прислать одежду. Мне от этого, конечно, очень радостно. Я не ожидала, что этот проект превратится во что-то подобное».
На данный момент YouTube-канал Миногаровой насчитывает более 289 000 подписчиков и 36 957 649 просмотров.
С 2021 года снимается в проектах на телеканале «Суббота!», в числе которых — «Богиня» и «Суббота! News».
В апреле 2024 года в 4 выпуске вместе со своим другом Паруром Хачатуровым стала одним из участников реалити-шоу «Сокровища императора» на телеканале «ТНТ». Их команда выиграла главный приз — 1 миллион юаней.
15 марта 2025 года, во время празднования дня рождения, актер Александр Горчилин сделал Миногаровой предложение. До этого пара скрывала свои отношения.

## Музыкальные клипы с участием Марии
- Ёлка — «Навсегда»
- Надюля — «Пати у Надюли»
- Елена Темникова — «Не модные»
- Ида Галич — «Ты попал»
- HammAli & Navai — «Пустите меня на танцпол»
- LOBODA — «Boom Boom»
- Дима Билан & Polina — «Пьяная любовь»
- Anacondaz — «Ангел»

## Фильмография
- 2019 — Переаттестация — секретарь
- 2020 — Марафон желаний — Лиза Полосухина
- 2020 — Бег — журналистка
- 2020 — Ищу козла — Оля, подруга Гали, озвучка